# Чазылары
Чазылары, Чазылар, Хамсара (тув. Чазылары) — село в Тоджинского кожууне Республики Тыва. Административный центр и единственный населённый пункт Чазыларского сумона.

## История
Историческое место проживания тувинцев-тоджинцев.

## География
Село находится у р. Хам-Сыра в Тоджинской котловине. Территория природного заповедника Азас.
Уличная сеть
ул. Анчы, ул. Гагарина, ул. Кара-Шар, ул. Ленина
Географическое положение
Расстояние до:
районного центра Тоора-Хем: 94 км.
столицы республики Кызыл: 232 км.
Ближайшие населенные пункты
Отсутствуют
климат
Селение, как и весь Тоджинский кожуун, приравнено к районам Крайнего Севера.

## Население
| 2002 | 2010 | 2011 | 2012 | 2013 | 2014 | 2015 |
| ---- | ---- | ---- | ---- | ---- | ---- | ---- |
| 141  | ↘137 | →137 | ↗138 | ↘134 | ↗136 | ↗139 |
| 2016 | 2017 | 2018 | 2019 | 2020 | 2021 |      |
| ↗144 | ↘143 | ↗145 | →145 | ↗146 | ↘104 |      |

## Инфраструктура
образование
Хамсыринская начальная общеобразовательная школа
сельское хозяйство
Оленеводство
культура
МБУ сельский клуб сумона Чазыларский
административная деятельность
Администрация Чазыларского сумона
ТОС Община «ХАМ-СЫРА-АЛДЫН-ИВИ»

## Транспорт
Воздушный транспорт, рейсы Кызыл — Чазылары (Хамсара), Чазылары (Хамсара) — Кызыл